# ミュンヘナー・メルクーア

Münchner Merkurの新ロゴ

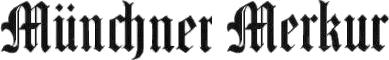
Münchner Merkurの旧ロゴ(〜1990頃)

ミュンヘナー・メルクーア(独: Münchner Merkur)は、ドイツバイエルン州ミュンヘンの新聞。

## 概要
ドイツ南部のミュンヘンを中心に発行しているドイツの地方新聞で、発行部数は約18万部(1998)〜約20万部(2006年)、1968年にはタブロイド紙のTZ(de:TZ)が分派し約11万部(2016年)。夕刊および傘下のダブロイド紙やその他少発行の関連紙面等を含めるとグループ関連総数約70万部。ミュンヘンでは南ドイツ新聞に次いで第2位発行部数である。初発行は1946年11月13日。2016年ではde:Dirk Ippenとde:Alfons Döser傘下によって発行されている。紙面は保守的とされる。発刊時は、アメリカ軍占領下にあり、軍政に許可されたLizenzzeitung(許可新聞などと訳されるが訳語未確定)とみなされている。ミュンヘンにおけるLizenzzeitungとしての新聞発行許可は、南ドイツ新聞に続き、第二の許可であり、長らく左派系新聞である南ドイツ新聞とシェア争いを行ってきた。